# Porca misèria
Porca misèria és una sèrie de TV3 produïda per Arriska Films i dirigida per Joel Joan. Es va emetre a TV3 del novembre de 2004 al desembre de 2007 i s'ha reemès a TV3 i al Canal 3XL. El 2006 TV3 ha organitzat per primera vegada un road show al qual els espectadors podien trobar-se directament amb els actors.

## Actors i personatges
- Joel Joan interpreta en Pere Brunet, guionista del programa de nit de moda (Una estona amb la Cardona) i —després— de la sitcom La mama no m'estima. És insegur, neuròtic, victimista i viu estressat. Té una gran imaginació.
- Anna Sahun és la Laia Font, una doctorada de biologia que es dedica a la investigació contra el càncer. És optimista i vital, i té un gran afany de superació, valora molt la seva feina i sovint li dona més importància que a la vida privada. És la parella d'en Pere Brunet.
- Roger Coma fa de Roger Brunet, germà del Pere. És un executiu d'una empresa de begudes isotòniques (Ambrospeed) capritxós, superficial i preocupat per la seva imatge. Al principi de la sèrie surt amb la Sònia, amb qui tindrà un fill. Quan el deixa, després de reiterades infidelitats, inicia una relació amb la Natàlia.
- Mercè Martínez interpreta la Natàlia Borràs, una traductora i intèrpret amb molts complexos per culpa del concepte crassòfob que tenen del cos els personatges que l'envolten i ella mateixa. Inicia una relació amb en Jordi, un advocat, que deixarà per en Roger.
- Julio Manrique és l'actor que dona vida a l'Àlex Fernández, un noi que viu la vida, sense estudis ni feina fixa. Viu en un veler al port de Barcelona sense telèfon (fins que se'n compra un de mòbil). És exparella de la Laia i la Natàlia, i durant la sèrie manté una relació amb la Maria.
- Mercè Sampietro és la Fina Cardona, una dona amb un caràcter fort. És una estrella televisiva: presenta i dirigeix un programa de nit en directe (Una estona amb la Cardona) i —quan ja no pot treballar en directe perquè pateix un atac de cor— protagonitza una sitcom (La mama no m'estima).
- Clara Segura interpreta la Maria Collado, la realitzadora del programa (i després directora de la sèrie) de la Fina Cardona i companya de feina d'en Pere. És simpàtica, atractiva i decidida. Manté relacions amb en Roger i l'Àlex. Té un fill (en Nil) i està separada d'en Xavier.
- Olalla Moreno interpreta la Sònia Bofill, la parella d'en Roger (i futura esposa) al principi de la sèrie. Té una galeria d'art. És intel·ligent, amable i molt educada. A l'últim episodi de la tercera temporada té un fill amb el Roger (en Biel), tot i que en aquell moment ja no estan junts.

Altres:
- Lluís Villanueva és en Jordi Rovira.
- Sergi Caballero és en Lluís Siureny
- Albert Pérez és l'Enric Casamada
- Jordi Rico és el Txema
- Juli Mira és el doctor Joan Grimau
- Ivan Labanda és el Cefa
- Marc Rodríguez és el Quim
- Anna Lizaran és l'Aurora Segura

## Argument

### Primera temporada
En Pere i la Laia viuen a un pis de lloguer a Barcelona. La Laia rep una oferta per anar a treballar als Estats Units, l'acceptarà i deixarà el Pere a Barcelona. En Roger inicia relacions amb la Natàlia i talla amb la Sònia, amb la qual s'havia casat. No obstant això, la Natàlia coneix en Jordi, un advocat amb qui faran parella.

### Segona temporada
En Pere i la Laia deixen la relació a causa de la distància que els separa. Tanmateix, la Laia torna dels Estats Units després de la mort, en un accident de trànsit, d'una de les poques amigues que hi tenia. L'Àlex comença a treballar a la productora gràcies a en Pere.
La Natàlia denuncia Ambrospeed per acomiadament improcedent, i finalment la recontracten després del judici.

### Tercera temporada
(Va començar el setembre del 2006)
La Laia i en Pere tornen a estar junts. La Sònia demana el divorci a en Roger, però llavors descobreix que està embarassada. A l'últim capítol de la tercera temporada, la Sònia té el fill.
La Natàlia entrarà a formar part de l'equip directiu d'Ambrospeed, però per culpa seva hi haurà una intoxicació massiva en una escola. La Maria i l'Àlex inicien una relació.

### Quarta temporada
(Va començar el 23 de setembre del 2007)
La quarta temporada és la darrera i consta, com les altres, de 13 capítols.

## Rodatge
Porca misèria buscava oferir una telesèrie de qualitat parlant de temes quotidians i comuns per a molta gent, i no oferir fets exagerats: morts, segrestos… Retratava la quotidianidat de personatges que tenen tots uns trenta anys. Els personatges són relacionats entre ells per vincles ben diferents.
La sèrie combina interiors que són decorats i exteriors que són diferents escenaris de Barcelona, com ara cafès, bars de copes, el reconegut restaurant Mas Vestit, pistes d'esquaix, carrers, places i parcs de la ciutat, l'aeroport del Prat, l'estació de França, indrets del Montseny, etc. Els decorats interiors van ser creats pels germans  Jordi i Josep Castells Planas.
La banda sonora de la sèrie aposta principalment per músics catalans emergents. Segons el Punt Avui «va ser la primera sèrie catalana a incorporar la música a la manera dels grans referents en ficció americana». Han sonat cançons de Sanjosex, Adrià Puntí, Albert Pla, Mazoni, Guillamino, Feliu Ventura, Marc Parrot, Erm…, i també una cançó interpretada pel mateix Joel Joan.

## Audiències
| Temporada | Any  | Espectadors | Quota |
| --------- | ---- | ----------- | ----- |
| Primera   | 2005 | 605.000     | 21,9% |
| Segona    | 2006 | -           | 17,5% |
| Tercera   | 2006 | 484.000     | 16,7% |
| Quarta    | 2007 | 436.000     | 15,3% |

## Premis i nominacions
- Premi Ondas 2006, Radio Barcelona / Cadena Ser[10]
- Festival de Televisió de Montecarlo. Finalista, 2005[11]
- Premis Barcelona de Cinema. Premi Ficció, 2005[cal citació]
- Premis GAC. Millor guió de sèrie de ficció de televisió, 2005[cal citació]
- Premis Radio Associació. «Guardó 1924», 2005 « per haver sabut encaixar en una mateixa sèrie dramàtica aspectes de relació social tan diversos com els de la parella, la feina o fins i tot la ciència, defugint banalitats i resolucions allunyades de la realitat, així com per l’ excel·lent direcció, realització i interpretació dels seus protagonistes».[12]